# Марек Василюк
Марек Василюк (пол. Marek Wasiluk; нар. 3 червня 1987, Білосток, Польща) — польський футболіст, захисник «Ягеллонії».

## Клубна кар'єра
Вихованець білостоцької «Ягеллонії», у футболці якої дебютував 28 липня 2007 року в польській Екстраклясі. Напередодні початку сезону 2008/09 років перейшов до «Краковії», але через три роки опинився в «Шльонську» (Вроцлав) (спочатку на правах 6-місячної оренди). У сезоні 2011/12 років разом з клубом завоював титул чемпіона Польщі. 31 липня 2013 року за згодою сторін контракт зі «Шльонськом» було розірвано й він підписав річну угоду з «Краковією». На початку 2014 року залишив розташування клубу й підписав короткостроковий контракт з «Відзевом» (Лодзь), у складі якого зіграв 8 матчів та відзначився 1 голом. 9 червня 2014 року повернувся до «Ягеллонії».

## Досягнення
«Шльонськ»
- Екстракляса
  -  Чемпіон (1): 2011/12

«Ягеллонія»
- Екстракляса
  -  Срібний призер (1): 2016/17